# Madamba
Madamba est une localité de la province de Lanao du Sud, aux Philippines. En 2015, elle compte 17 756 habitants.